# Academia de la Lengua Árabe en El Cairo
La Academia de la Lengua Árabe en El Cairo (en árabe: مجمع اللغة العربية بالقاهرة‎) es una academia en El Cairo fundada en 1934 para desarrollar y regular el idioma árabe en Egipto.

## Miembros actuales y anteriores
- Abbās al-Aqqād
- Muhammad Metwali Alsharawi
- Abu Abd al-Rahman Ibn Aqil al-Zahiri
- Ahmed Lutfi el-Sayed
- Mohammad Salim Al-Awa
- Hamad Al-Jassir
- Sa'id al-Afghani
- Izzat Darwaza
- Abdulaziz Al-Maqaleh
- Mohamed Fadhel Ben Achour
- Khalil al-Sakakini
- Mustafa al-Shihabi
- H. A. R. Gibb, un profesor escocés de la lengua árabe.